# Emil-Werner Baule
Emil-Werner Baule (auch: Emil Werner Baule; Künstlersignatur auch EWB; * 26. April 1870 in Peine; † 9. Februar 1953 in Ahlem vor Hannover) war ein deutscher Architekt, Designer, Grafiker, Illustrator, Kunstgewerbler und Maler. Er gilt als Pionier der modernen Werbegrafik.

## Leben

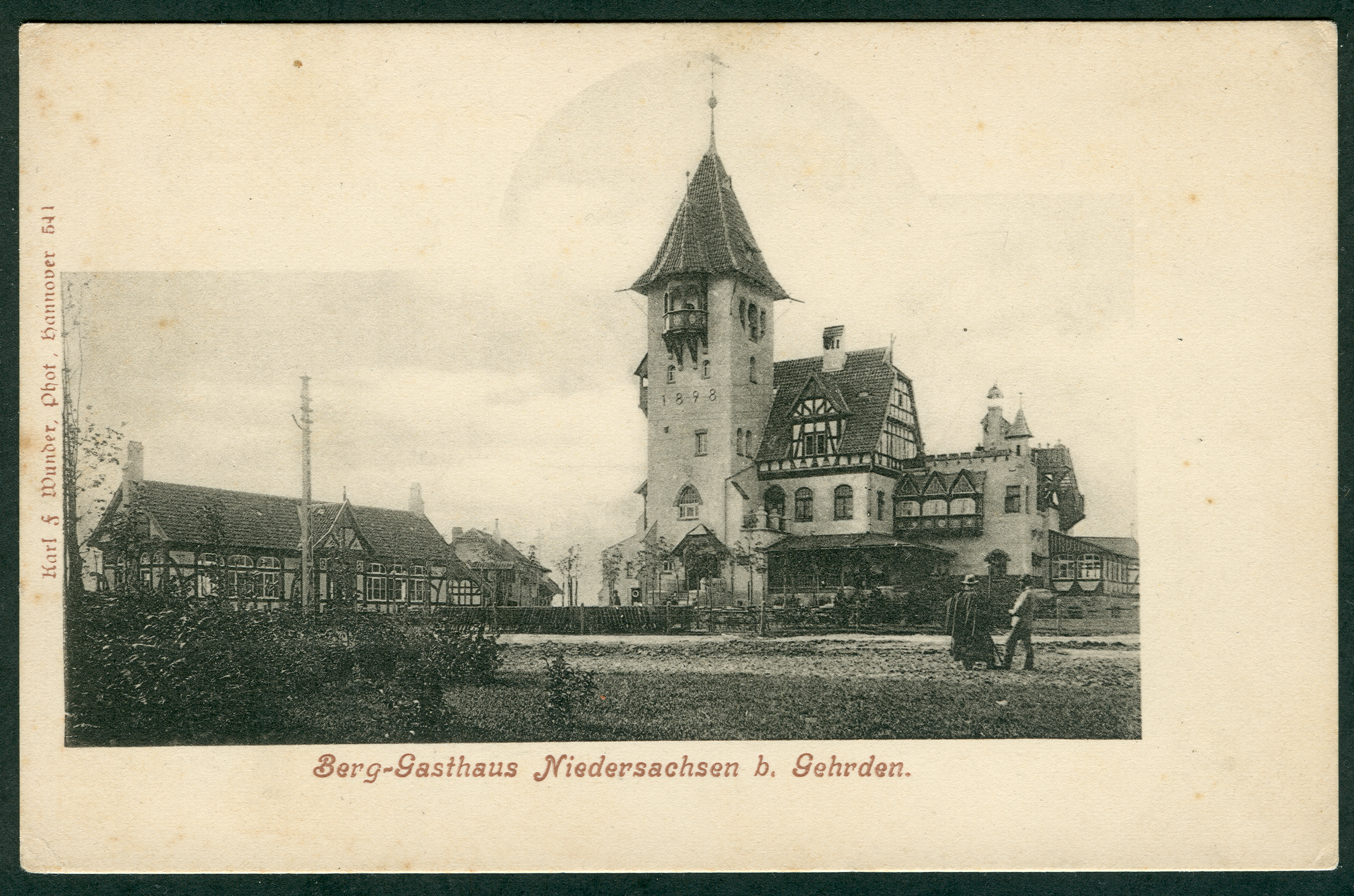
Das Berggasthaus Niedersachsen im Jahr seiner Fertigstellung;
Ansichtskarte Nr. 541 von Karl F. Wunder, 1898

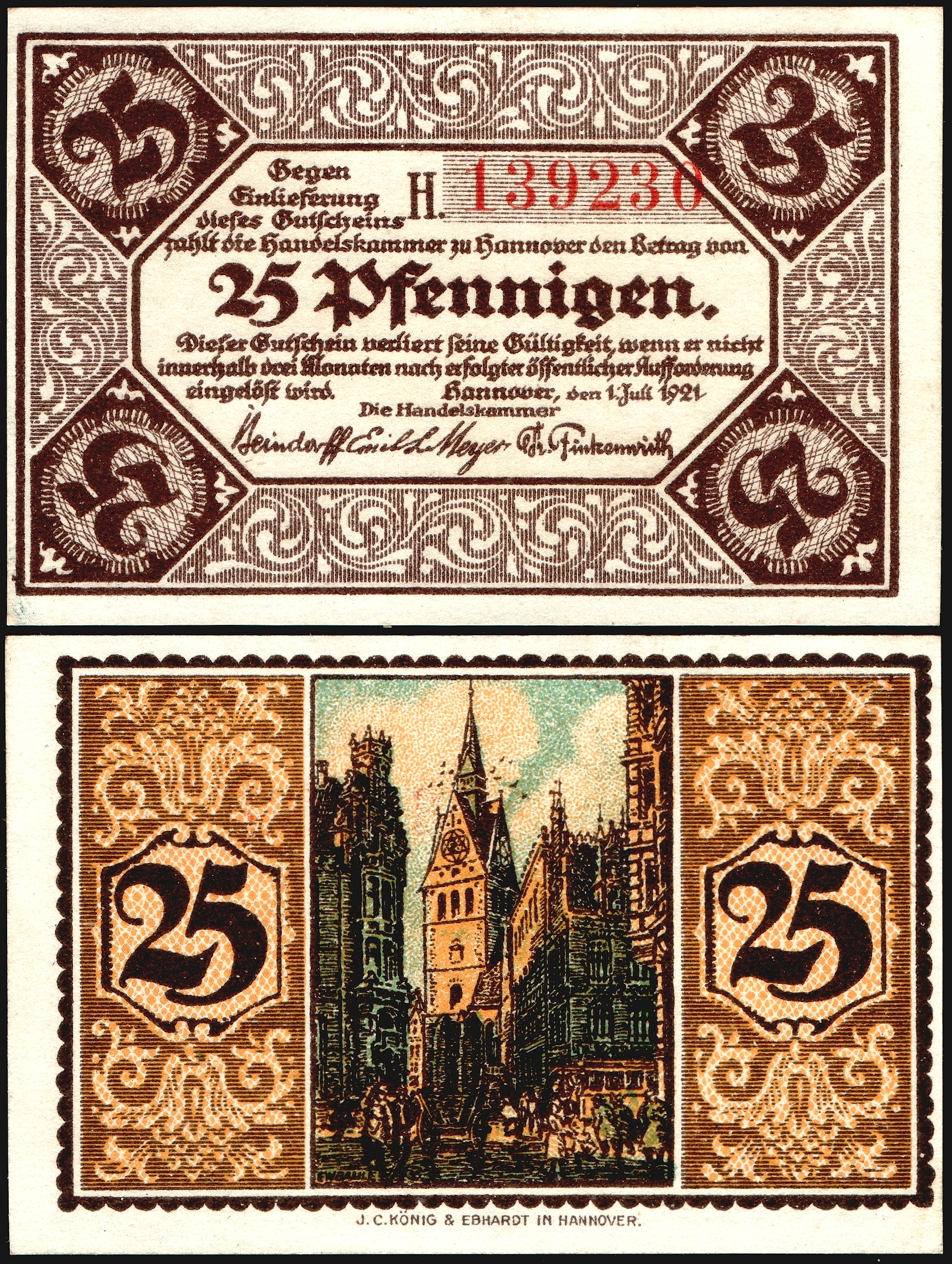
Die Marktkirche von Hannover auf einem Notgeldschein von 1921, designt von Emil-Werner Baule

Emil Werner Baule wurde kurz vor dem Beginn der Gründerzeit des Deutschen Kaiserreichs im Haus Damm 10 in Peine geboren als Sohn eines bekannten Schneiders. Dort wuchs er im Umfeld von jahrhundertealten und zugleich repräsentativen Fachwerkhäusern auf; Eindrücke, die sein umfangreiches Lebenswerk bis zuletzt prägen sollten. Nach seiner Schulbildung studierte der Hochbegabte zunächst ab dem Wintersemester 1894/1895 Ingenieurwissenschaften und Architektur an der Technischen Hochschule Hannover und anschließend Malerei und Grafik in München.
Eine der frühesten architektonischen Arbeiten Baules war das 1898 für die Hannoversche Straßenbahn AG erbaute Berggasthaus Niedersachsen (nur in Nebengebäuden erhalten) in der von Julius Trip gestalteten, denkmalgeschützten Parkanlage auf dem Gehrdener Berg: Die Anlagen sollten Ausflüge mithilfe der seinerzeitigen Straßenbahnlinie 10 nach Gehrden beleben.
Nachdem Ende des 19. Jahrhunderts der Klassizismus und der Realismus in eine neue Form der Romantik übergewechselt war und die bildende Kunst mit der Fotografie neue Ausdrucksmöglichkeiten schuf, wurde Emil Werner Baule einer der federführenden Gestalter im Jugendstil. Schließlich wurde er an die hannoversche Kunstgewerbeschule am Friedrichswall berufen.
Noch in der Kaiserzeit heiratete Baule seine Dora; das Ehepaar hatte mehrere Kinder. 1912 bereiste er erstmals den in Lippe gelegenen Ort Schwalenberg, den er lebenslang als seine „Märchenburg“ bezeichnete.
In Hannover gestaltete Baule beispielsweise das Firmenzeichen der Pelikan-Werke neu, entwarf verschiedene Reklamemarken für das Unternehmen und gestaltete für die Marke Scriptol eine „Anleitung zur Kunstschrift“.
Zudem arbeitete Baule für hannoversche Unternehmen wie Bahlsen und Sprengel.
Gelegentlich schrieb er Artikel für den Hannoverschen Courier.
Aufgrund eines Magenleidens nahm Baule nicht als Soldat am Ersten Weltkrieg teil. So konnte er sich weiterhin seiner Leidenschaft, dem Malen widmen, während sich seine Ehefrau um die Honorare kümmerte.
Während der Weimarer Republik gründete Baule in Hannover seine „Malschule für angewandte und freie Kunst“, in der er fast eine ganze Generation angehender Künstler unterrichtete. Zu seinen bekannten Schülern zählte beispielsweise die Keramik-Künstlerin Gertrud Kraut.
1921 wurde Baule Mitglied des Hannoverschen Künstlervereins. Ebenfalls in den 1920er Jahren wirkte Baule als Möbelgestalter in den Formen des Jugendstils für verschiedene große Firmen.
Auf dem Höhepunkt der Deutschen Hyperinflation gewann der Peiner Verleger Rudolf Rother den Maler für Illustrationen eines Buches zu 700-Jahr-Feier der Stadt Peine am 26. August 1923.
1924 entwarf Emil Werner Baule das Wappen für seine Geburtsstadt Peine; auch ein früheres Wappen des Landkreises Peine geht auf ihn zurück.
Für Baules Atelier in Hannover, das von zahlreichen Künstlern und Gästen besucht wurde, hatte sich unterdessen der Begriff „Hotel Baule“ etabliert. 1925 lernte Emil Werner Baule einen seiner größten Verehrer kennen, den Landrat Waldow Ritzler, der Baule zur Kalenderkunst brachte. In der Folge entstanden in beinahe zwei Jahrzehnten hunderte von Federzeichnungen, mit denen Baule – ohne es zu wissen – eine oftmals im 18. und 19. Jahrhundert errichtete Welt festhielt, die bald darauf für immer zerstört werden sollte.
Im Zuge der Weltwirtschaftskrise gingen Baules Söhne Ende der 1920er Jahre in die USA. Als der Landrat Waldow Ritzler nach der Auflösung des ehemaligen Kreises Isenhagen in gleicher Stellung zum 1. Oktober 1932 nach Peine versetzt wurde, hielt sich auch Baule wieder vermehrt in seiner Geburtsstadt auf. Zum 1. April 1933 trat er der NSDAP bei (Mitgliedsnummer 1.754.091). Aufgrund seiner Persönlichkeit sowie seiner Erfolge in Malerei, Grafik, Schriftkunst und Heraldik wurde er zum Vorsitzenden der niederdeutschen Sektion der Künstler-Genossenschaft gewählt, eine Funktion, die er bis zum Ende des Zweiten Weltkrieges beibehielt.
Emil Werner Baule starb 1953 im heutigen hannoverschen Stadtteil Ahlem.

## Ehrungen
- Der 1953 (dem Todesjahr des Grafikers) im hannoverschen Stadtteil Waldheim angelegte Bauleweg ehrt den Künstler seitdem durch seine Namensgebung.[12]
- In seiner Geburtsstadt Peine erinnert der Emil-Werner-Baule-Weg an ihn.[13]

## Werke (Auswahl)
Bauten

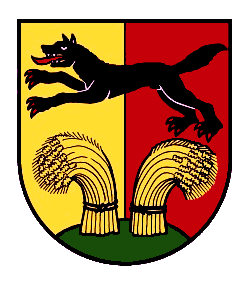
Wappen der Stadt Peine

- 1898: Berggasthaus Niedersachsen auf dem Gehrdener Berg[5]

Grafiken
- 1924: Wappen der Stadt Gehrden[10]

Schriften
- Günther Wagner (Hrsg.): Scriptol. Anleitung zur Kunstschrift. 14 Tafeln mit Schriftbeispielen. Hannover 1910/1912.[14]
- Julius Diez und seine Monumentalmalerei in Hannover. In: Kunst und Handwerk, Zeitschrift für Kunstgewerbe und Kunsthandwerk seit 1851. Jahrgang 1913/1914, Nr. 64, S. 37ff. (Digitalisat bei der Universitätsbibliothek Heidelberg)
- Das Eulennest. Bilder aus den alten Peine. (mit einem geschichtlichen Begleitwort von August Drobek) R. Rother, Peine 1923.[8]
- H. Sonnenberg Peine 1834–1924. (Festschrift für das Unternehmen Heinrich Sonnenberg, Wollhandel, Borstenzurichterei) o. O. (Peine) 1924. (gedruckt bei Edler & Krische, Hannover)[8]